# 貞子3D2
『貞子3D2』（さだこスリーディーツー）は、2013年8月30日に公開された日本のホラー映画。3D映画。PG12指定。
前作『貞子3D』の5年後を描く続編ホラー映画。瀧本美織の映画初主演作品。脚本は『ラビット・ホラー3D』の保坂大輔と『アベックパンチ』の杉原憲明、監督は前作同様に英勉。前作公開以後すぐに製作が開始、再び3D映画として製作された。クライマックスシーンでは赤い水のイメージを作り出すために、角川大映スタジオに総量25tの水が使われた。
全国232スクリーンで公開され、2013年8月31日、9月1日の2日間で興収1億6,063万8,850円 動員11万3,835人になり映画観客動員ランキング（興行通信社調べ）で初登場第6位となった。
キャッチコピーは「あの子が生まれた」。

## スマ4D
本作は世界初の「スマ4D」と題し、上映中に無料アプリ『スマ4D公式アプリ』（iOS 5.0以上、Android 2.3.3以上対応）を起動させることで音声認識で本編と連動した仕掛けが施されている。開発はカヤックとエヴィクサーの共同開発。「前作を越えるものを」という監督のアイデアで、脚本段階からスマ4Dを意識し演出がされている。また冒頭ガイダンスでは監督自らが演出している。本編の内容と連動して、劇中の電話がかかってくる、カメラのフラッシュが突然光る、カメラが作動し映画とは違うものが映り込んでくる、電話帳や画像フォルダが乗っ取られる、ダウンロードした楽曲が勝手に再生される、などの仕掛けが30回以上も発生する。また映画を観終わった後の深夜0時にも、突然貞子から電話が掛かってくるという仕掛けもある。
2014年2月28日発売Blu-ray&DVDの同梱ディスク・スマ4D（スマホ連動版）DVDでも、アプリをダウンロードすることで上映版同様にスマホと連動して視聴することが可能。ただしスマ4D専用アプリ作動保証期間は2015年2月末日までとなっている。

## プロモーション
2013年7月7日には環境省の2013年クールシェアキャンペーン推進のキャラクターに貞子が抜擢。同年7月27日より東京ジョイポリスでウォークスルーホラーアトラクション「貞子3D2 貞子の子」を実施、CMにも貞子が出演している。同年8月9日には貞子がロッテリア池袋東口店の一日店長にも就任。スマートフォン向けオークションサービス・パシャオクで同年8月19日19時から「映画『貞子3D2』PRイベントで貞子になれる権利♪」が出品し21,001円で落札された。同年8月20日にはよみうりホールで呪いのプレミア大夏祭りを実施。同年8月22日スマートデバイス向けゲームアプリKingdom Conquest IIで「貞子コンクエスト」というコラボレーションイベントを実施。同年8月23日から4日間、富士急ハイランド閉園後の遊園地で映画とコラボレーションした肝試しイベント「真夏の夜のきもだめしツアー」を実施。同年8月24日にはナゴヤドームと西武ドームで始球式を行っており、特に西武ドームでは103km/hの速球を披露している。
同年9月2日には石原伸晃環境大臣に表敬訪問している。同年9月13日よりユニバーサル・スタジオ・ジャパンのハロウィーン・ホラー・ナイト（en:Halloween Horror Nights）にも貞子が登場している。
コラボグッズとして、前作に引き続きハローキティとコラボし、またらき☆すたとのコラボグッズ「さだこなた」もデザインされた。
『謝罪の王様』（東宝）とコラボレーションし、阿部サダヲと貞子が競演した劇場マナーCMも製作された。

## ストーリー
呪いの動画事件から間もなく、安藤孝則と鮎川茜の間に娘の凪が生まれた。茜が産後に死亡したため、孝則は凪の世話を妹の楓子に任せていた。5年後、呪いの動画による死亡事件が再び起こり始め、楓子はその発生場所の近くに必ず凪がいることに気付く。
楓子は柏田清司から孝則に送られてきた手紙を見つけ、死刑囚として服役している柏田と面会し、「貞子」と「貞子の子供」の話を知る。凪が「貞子の子供」として呪いの力を振るっていると考えた楓子は凪を殺そうとするが、凪の助けを求める声に心を動かされ、思い留まる。凪は惨劇を予知するだけで、実行はしていなかったのだ。
凪と茜にまつわる真実を話すよう孝則に訴える楓子。孝則は、茜が浅川総合病院の地下室で昏睡状態のまま生きている事を打ち明けた。茜は眠リながら、今も体内の貞子と戦い、抑えつけているのだ。貞子が目覚める事を恐れて、孝則は凪を茜に会わせる事を避けて来た。しかし、直感に導かれて病院に来てしまう凪。
刑事の垣内貢も、茜がいる病院を突き止めていた。妻の祥子が呪いの動画によって自殺した為に、垣内は執拗に5年前の事件を追い、茜と凪の存在に辿り着いたのだ。凪と会った茜が目を覚まし、笑顔を向けた瞬間に、茜を射殺する垣内。茜の死によって貞子が目覚め、凪を奈落の底に引きずり込もうとした。必死で凪の手を掴み、現実世界に引き戻す楓子。
死刑を執行されながら、外の世界に思いを馳せる柏田清司。「貞子の子」は、この世に無数に存在しているのだった。

## キャスト
安藤 楓子（あんどう ふうこ） - 瀧本美織
孝則の妹。孝則に預けられた凪を育てている。
安藤 孝則 - 瀬戸康史
茜の恋人で、凪の父親。
上村 文香 - 大沢逸美
臨床心理学の教授。
安藤 凪（あんどう なぎ） - 平澤宏々路
安藤孝則と故・鮎川茜の娘。
垣内 貢 - 大西武志
警視庁刑事。垣内祥子という妻がいた。
鮎川 茜 - 石原さとみ（特別出演）
前作の主人公。安藤孝則との間に凪を産むもその後亡くなる。
柏田 清司 - 山本裕典
前作から登場。前作の事件から死刑囚として服役。
小磯 勇吾 - 田山涼成
前作から登場。かつて5年前の呪いの動画事件を追っていた刑事。前作で瀕死の重傷を負うも生きていた。

## スタッフ
- 原作 - 鈴木光司（『エス』（角川ホラー文庫刊）
- 監督 - 英勉
- 脚本 - 保坂大輔、杉原憲明
- 音楽 - 川井憲次
- エグゼクティブプロデューサー - 井上伸一郎
- 製作 - 安田猛、永井靖、太田敏郎、岩崎智、原田典佳、中尾公
- 企画 - 池田宏之
- プロデューサー - 小林剛、今安玲子、佐藤満、武井哲
- 撮影 - 藤本信成
- 照明 - 和田雄二
- 美術 - 中山慎
- 録音 - 加来昭彦
- 編集 - 宮崎努
- 音響効果 - 柴崎憲治
- スクリプター - 赤澤環
- VFXスーパーバイザー - 荻島秀明
- ステレオグラファー - 西岡章
- 衣裳デザイン - 宮本まさ江
- 助監督 - 山本英之
- 制作担当 - 吉岡亨
- 宣伝プロデューサー - 北原夏樹
- 製作 - 角川書店、関西テレビ放送、東海テレビ放送、テレビ静岡、テレビ新広島、岡山放送
- 制作 - 角川書店、東北新社
- 配給 - 角川書店

## 主題歌
- 東方神起「SCREAM」

## 書籍
ノベライズ『貞子3D2－再誕』
角川ホラー文庫。著者：後藤リウ。ISBN 9784041009314
コミックス『貞子3D2』
角川書店。原作：鈴木光司、漫画：有希うさぎ。ISBN 9784041208182